# Abbondio Stazio
Abbondio Stazio (Massagno, 1663 – Venezia, 1757) è stato uno stuccatore svizzero.

## Biografia
Dopo un periodo di apprendistato a Roma, svolse la sua attività di stuccatore principalmente a Venezia, dove il suo primo lavoro fu la decorazione delle sale del Palazzo Albrizzi (1690-1710). Questa decorazione mostra una profusione di elementi decorativi e figurativi trattati in maniera tardo barocco estremamente plastici e vigorosi.
Di spirito completamente diverso è la decorazione del Palazzo Morosini Sagredo sul Canal Grande a Santa Sofia, firmata e datata 1718, eseguita con l'aiuto del suo allievo, Carpoforo Mazzetti, noto come Tencalla, dove lo stucco è più leggero e minuto. Nella progettazione e lavorazione, la camera da letto, composto da un'anticamera con alcova letto, è uno dei migliori del suo periodo. È attualmente conservata presso il Metropolitan Museum of Art di New York.
Sua la decorazione della Scuola Grande dei Carmini. Lo troviamo all'opera anche nella decorazione della volta a botte della cappella Da Ponte-Corner nella chiesa dei Tolentini, sempre a Venezia.
Lavorò anche a Udine; nel Duomo realizzò con l'aiuto della sua bottega gli stucchi posti a corredo del Crocifisso, realizzato da Bartolomeo dell'Occhio nel 1473.

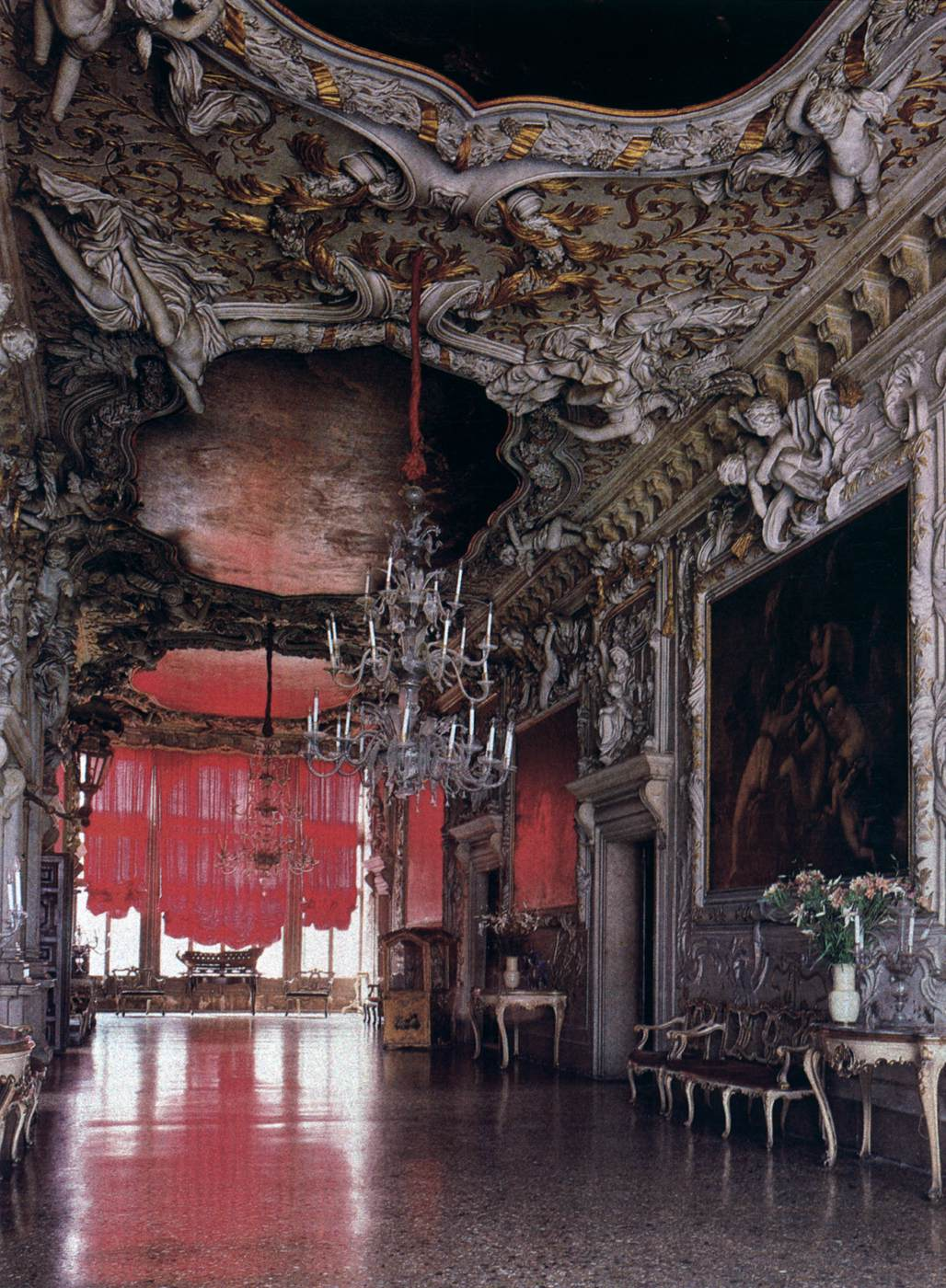
Decorazioni del Palazzo Albrizzi, Venezia
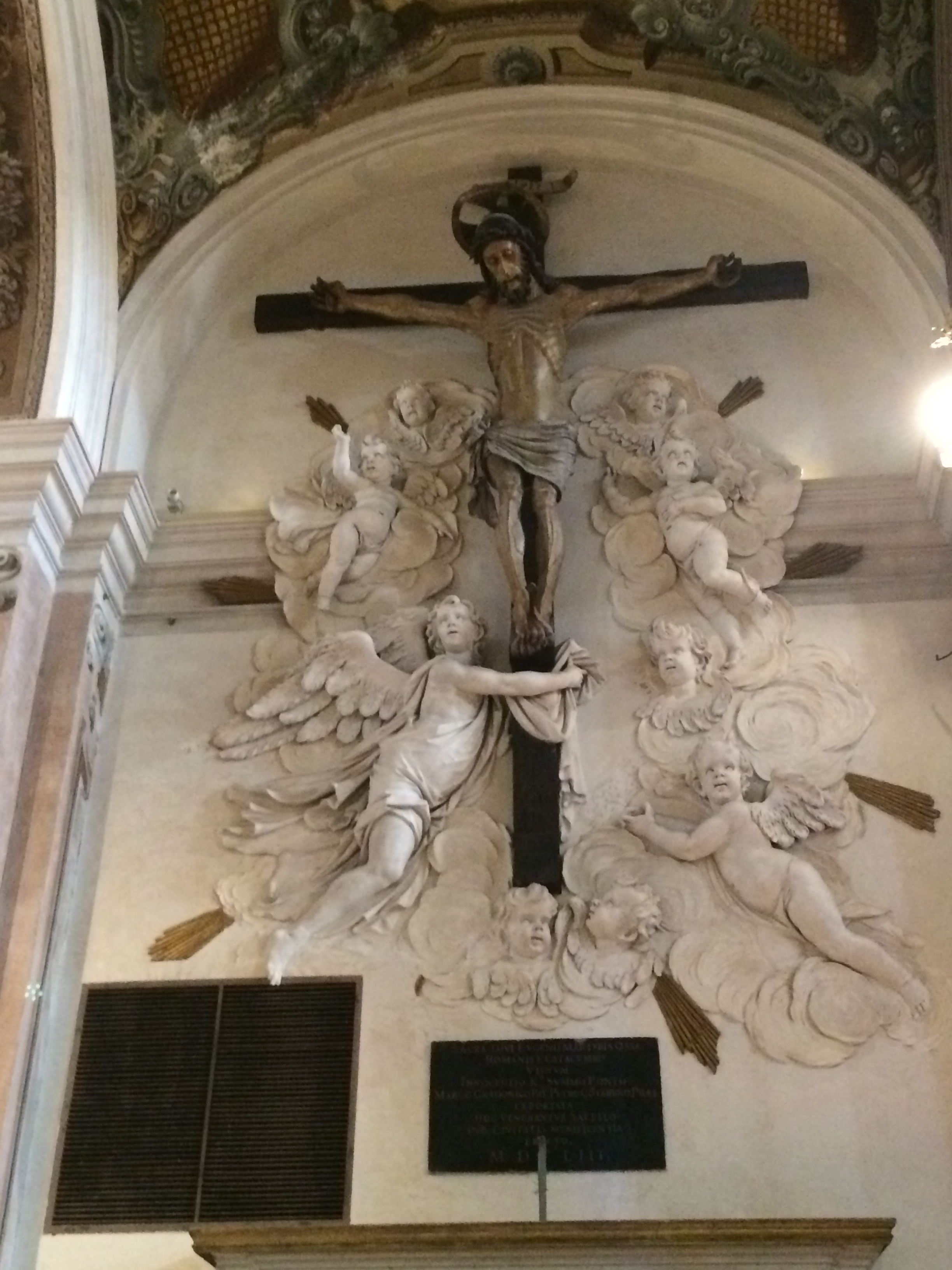
Crocifisso della navata di sinistra, Duomo di Udine
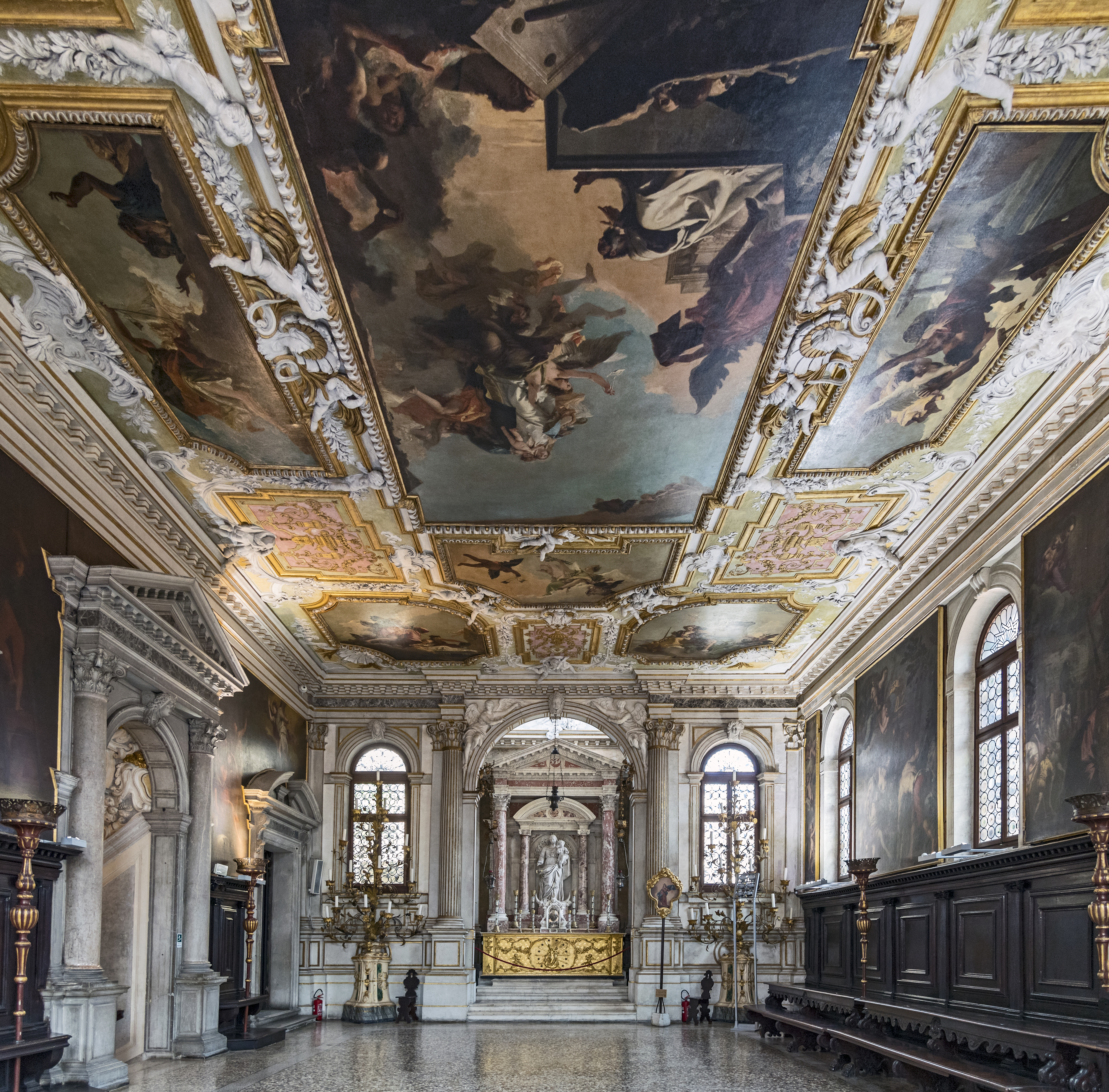
Sala capitolare - Scuola Grande dei Carmini